# Epidurale ruimte
De epidurale ruimte (uit het Oudgrieks, ἐπί "op" + dura mater) in de wervelkolom is een anatomische ruimte die de buitenste laag van het ruggenmergkanaal vormt. De epidurale ruimte ligt buiten het harde hersenvlies en bevat bij mensen onder andere lymfevaten, zenuwwortels, verbindend weefsel, vetweefsel en kleine bloedvaten.
Bij mensen loopt de epidurale ruimte van het puntje van het heiligbeen tot het foramen magnum, de plek waar het ruggenmerg de schedel binnenkomt en overgaat in de hersenstam. In de schedel zelf zit normaal gesproken geen ruimte tussen het harde hersenvlies en de binnenkant van het schedelbot, maar in bijzondere gevallen kan een bloeding ervoor zorgen dat zich bloed ophoopt tussen deze twee lagen. Dit wordt een epiduraal hematoom genoemd.
Bij dieren loopt de epidurale ruimte door in de staart.